# Columna Bank
Columna Bank a fost o bancă cooperatistă din România, înființată în august 1995 ca „societate privată pe acțiuni cu capital mixt româno-elvețian”.
Columna Bank a apărut prin asocierea a patru persoane fizice din România, având fiecare un aport de 120 milioane lei, cu un cetățean german având un aport de 300 000 USD și firma elvețiană Manel Finanz A. G. care, cu un capital social de 7,7 milioane USD, a devenit proprietara băncii în proporție de 93%. Finanz A. G. avea un contract cu câteva persoane din România pentru investirea banilor acestora. Unul dintre acționarii români ai acestei operațiuni de spălare de bani a fost identificat în persoana socrului lui Virgil Măgureanu, în acel moment director al SRI..
Banca a finanțat firme-satelit pentru acapararea industriei îngrășămintelor, după care a dispărut.
La această bancă au avut deschise conturi Fondul Proprietății de Stat (FPS) - 64 miliarde lei vechi, CEC - 30 miliarde, RENEL - 7 miliarde etc.
Columna Bank și-a încetat operațiunile normale în urma unei acțiuni în justiție inițiate de FPS care era cel mai mare creditor al său. Deși procedura de faliment a fost inițiată din 1998, în 2004 situația încă nu era lămurită.